# HLA-B8

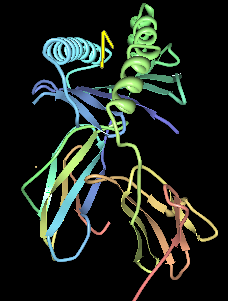

HLA-B8 هو نمط مصلي من مستضد الكريات البيضاء البشرية-ب.